# Klaus-Jürgen Tillmann
Klaus-Jürgen Tillmann (* 17. September 1944 in Bochum) ist ein deutscher Erziehungswissenschaftler. Er arbeitete als Professor für Schulpädagogik an der Universität Bielefeld. Dort war er zugleich (von 1994 bis 2008) Wissenschaftlicher Leiter der "Laborschule Bielefeld", einer Reformschule, die 1974 von Hartmut von Hentig gegründet wurde. Seit 2009 ist er emeritiert.
Tillmann hat von 1966 bis 1969 an der Pädagogischen Hochschule in Dortmund ein Lehrerstudium absolviert und war danach als Hauptschullehrer in Bochum tätig. 1974 hat er an der Pädagogischen Hochschule in Dortmund mit einer Arbeit zur schulischen Sozialisation promoviert. Bevor er 1992 nach Bielefeld kam, war er als wiss. Mitarbeiter im "Institut für Schulentwicklungsforschung" der PH Dortmund (1972–1979) und als Professor an der Universität Hamburg (1979–1991) tätig. 1991/92 hat er als Gründungsdirektor das "Pädagogische Landesinstitut Brandenburg" (Ludwigsfelde) aufgebaut.
Neben seiner Lehr- und Forschungstätigkeit war/ist er in verschiedenen wissenschaftlichen Gremien tätig – so etwa im wissenschaftlichen Beirat des DJI (Deutsches Jugendinstitut). Außerdem war er Vorsitzender des wissenschaftlichen Beirats des Forschungsverbundes "Studien zur Entwicklung von Ganztagsschulen" (StEG). Von 1999 bis 2003 war er Vorsitzender des "Fachausschusses Pädagogik" in der DFG (Deutsche Forschungsgemeinschaft). Er hat politikberatende Projekte u. a. in Brandenburg, Bremen, Hamburg, Hessen, Nordrhein-Westfalen, Rheinland-Pfalz und Thüringen durchgeführt.
Schwerpunkte seiner Arbeit sind: Schultheorie, Schulentwicklung in der Sekundarstufe, schulische Sozialisation, empirische Bildungsforschung. Er ist einer der Autoren der deutschen PISA-2000-Studie.
Tillmann wohnt in Berlin. Er ist seit 1983 mit der Pädagogik-Professorin Marianne Horstkemper (früher: Universität Potsdam) verheiratet.

## Werke (Auswahl)
- Unterricht als soziales Erfahrungsfeld, Frankfurt/M. 1976
- Bildung für das Jahr 2000. Bilanz der Reform, Zukunft der Schule, (mit K. Klemm und H.G. Rolff), Reinbek 1985
- Schultheorien, Hamburg 1987
- Zwischen Euphorie und Stagnation. Erfahrungen mit der Bildungsreform, Hamburg 1987
- Sozialisationstheorien, Reinbek 1989 (15. Aufl. 2007)
- Jugend weiblich – Jugend männlich, Opladen 1992
- Schulentwicklung und Lehrerarbeit, Hamburg 1995
- Schülergewalt als Schulproblem, (mit B. Holler-Nowitzki u. a.), Weinheim 1999 (3. Aufl. 2007)
- PISA 2000. Basiskompetenzen von Schülerinnen und Schülern im Vergleich (mit J. Baumert u. a.), Opladen 2001
- Versuchsschulen und das Regelschulsystem, (mit L. Huber), Bielefeld 2005
- Laborschule – Modell für die Schule der Zukunft (mit S. Thurn), Bad Heilbrunn 2005
- Die Laborschule im Spiegel ihrer PISA-Ergebnisse (mit R. Watermann u. a.), Weinheim 2005
- Schulentwicklung und Lehrerforschung, (mit E. Terhart), Bad Heilbrunn 2007
- PISA als bildungspolitisches Ereignis, (mit K. Dedering u. a.), Wiesbaden 2008
- Datenreport Erziehungswissenschaft 2008, (Herausgeber, mit T. Rauschenbach, R. Tippelt und H. Weishaupt), Opladen/Farmington Hills 2008, ISBN 978-3-86649-179-3
- Teacher Research and School Development. German approaches and international perspectives, (Herausgeber, mit Nicole Hollenbach), Opladen/Farmington Hills 2011, ISBN 978-3-86649-352-0
- Sozialisation und Erziehung in der Schule. Eine problemorientierte Einführung, (mit M. Horstkemper), Bad Heilbrunn: UTB 2016, ISBN 978-3-8252-4537-5
- Empirische Bildungsforschung. Der kritische Blick und die Antwort auf die Kritiker.(Herausgeber, mit J. Baumert) Sonderheft 31 der Zeitschrift für Erziehungswissenschaft. Wiesbaden 2016. ISBN 978-3-658-13784-7